# Vestigia

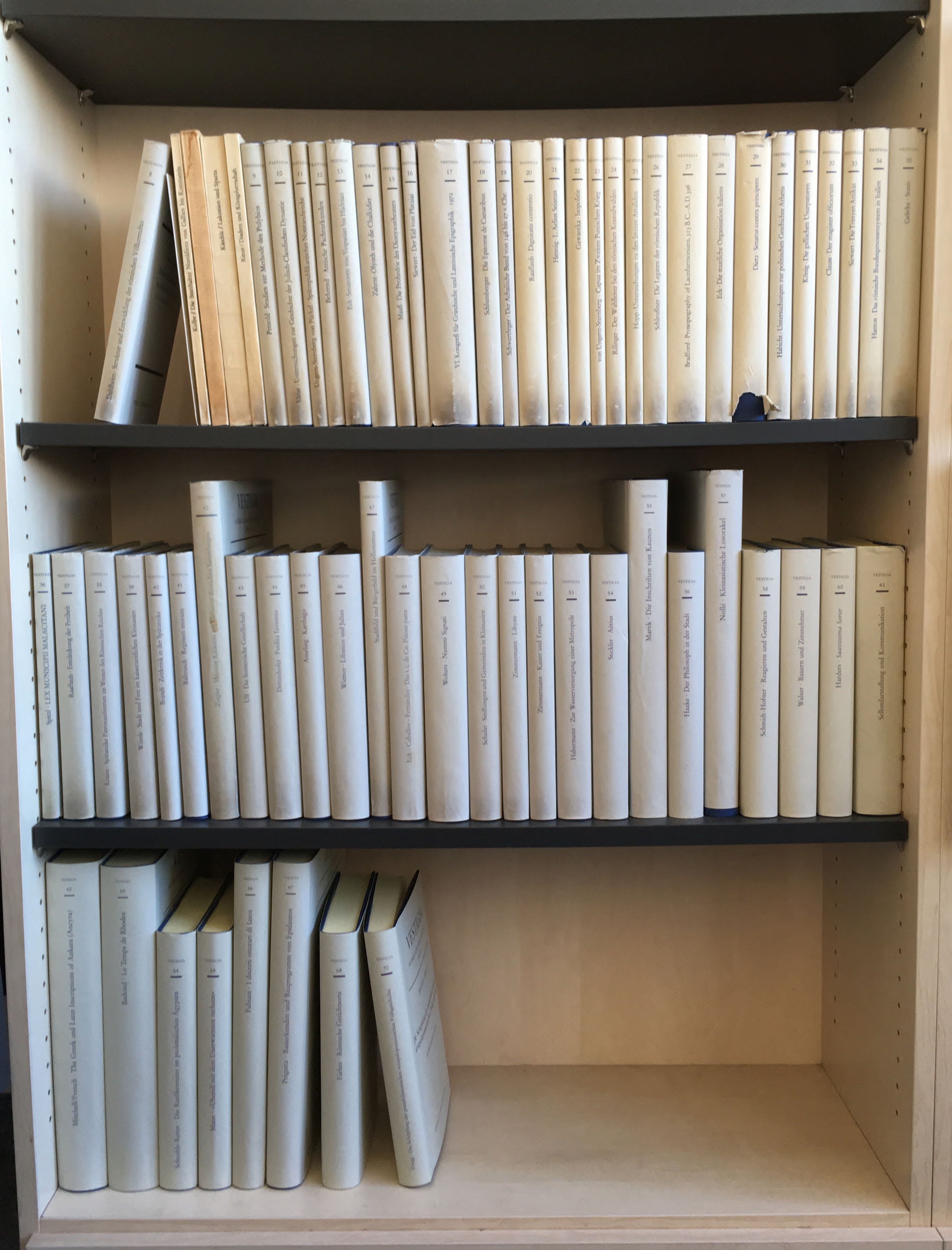
Die bis 2016 erschienenen Bände der Vestigia

Vestigia. Beiträge zur Alten Geschichte ist eine althistorische Publikationsreihe. Seit 1959 erschienen in ihr über 70 Monografien, die häufig epigraphische, numismatische, papyrologische und historisch-topographische Themen behandeln.
Herausgegeben wird die Reihe von der Kommission für Alte Geschichte und Epigraphik des Deutschen Archäologischen Instituts. Sie erscheint im Verlag C. H. Beck, bis Band vier bei Quelle & Meyer in Heidelberg. Über die Herausgabe von Manuskripten in ihrer Reihe entscheidet die Kommission per Abstimmung, wobei zumeist Mitglieder des Beirats als Erstgutachter fungieren, in der Regel ergänzt durch ein externes Gutachten. Neben den Klio-Beiheften und den Historia-Einzelschriften ist die Vestigia die renommierteste althistorische Schriftenreihe Deutschlands.
Herausgeber der Reihe sind derzeit Christof Schuler, Rudolf Haensch und Isabelle Mossong, dem Beirat gehören Angela Ganter, Pierre Fröhlich, Andrea Binsfeld, Andrea Jördens, Andreas Victor Walser, Sebastian Schmidt-Hofner, Henning Börm, Peter Eich und Johannes Wienand an.

## Bände
| Band | Autor Herausgeber                                | Titel | Jahr | ISBN                   | Publikationsform    | Bemerkungen               |
| ---- | ------------------------------------------------ | --- | ---- | ---------------------- | ------------------- | ------------------------- |
| 1    | Franz Georg Maier                                | Griechische Mauerbauinschriften. Teil 1: Texte und Kommentare | 1959 |                        |                     |                           |
| 2    | Franz Georg Maier                                | Griechische Mauerbauinschriften. Teil 2: Untersuchungen | 1960 |                        |                     |                           |
| 3    | Karl Christ                                      | Antike Münzfunde Südwestdeutschlands. Münzfunde, Geldwirtschaft und Geschichte im Raume Baden-Württembergs von keltischer bis in alamannische Zeit | 1960 |                        |                     |                           |
| 4    | Hans-Georg Kolbe                                 | Die Statthalter Numidiens von Gallien bis Konstantin (268–320) | 1962 |                        | Dissertation        |                           |
| 5    | Franz Kiechle                                    | Lakonien und Sparta. Untersuchungen zur ethnischen Struktur und zur politischen Entwicklung Lakoniens und Spartas bis zum Ende der archaischen Zeit | 1963 |                        | Habilitation        |                           |
| 6    | Jürgen Deininger                                 | Die Provinziallandtage der römischen Kaiserzeit von Augustus bis zum Ende des dritten Jahrhunderts n. Chr. | 1965 |                        | Dissertation        | Universität Tübingen 1961 |
| 7    | Hans-Werner Ritter                               | Diadem und Königsherrschaft. Untersuchungen zu Zeremonien und Rechtsgrundlagen des Herrschaftsantritts bei den Persern, bei Alexander dem Großen und im Hellenismus | 1965 |                        | Dissertation        |                           |
| 8    | Werner Dahlheim                                  | Struktur und Entwicklung des römischen Völkerrechts im dritten und zweiten Jahrhundert v. Chr. | 1968 |                        | Dissertation        |                           |
| 9    | Karl-Ernst Petzold                               | Studien zur Methode des Polybios und zu ihrer historischen Auswertung | 1969 |                        | Habilitation        |                           |
| 10   | Eckhard Meise                                    | Untersuchungen zur Geschichte der Julisch-Claudischen Dynastie | 1969 |                        | Dissertation        |                           |
| 11   | Jürgen von Ungern-Sternberg                      | Untersuchungen zum spätrepublikanischen Notstandsrecht. Senatusconsultum ultimum und hostis-Erklärung | 1970 | ISBN 3-406-03094-7     | Dissertation        |                           |
| 12   | Diederich Behrend                                | Attische Pachturkunden. Ein Beitrag zur Beschreibung der misthōsis nach den griechischen Inschriften | 1970 | ISBN 3-406-03095-5     | Dissertation        |                           |
| 13   | Werner Eck                                       | Senatoren von Vespasian bis Hadrian. Prosopographische Untersuchungen mit Einschluss der Jahres- und Provinzialfasten der Statthalter | 1970 | ISBN 3-406-03096-3     | Dissertation        |                           |
| 14   | Michael Zahrnt                                   | Olynth und die Chalkidier. Untersuchungen zur Staatenbildung auf der Chalkidischen Halbinsel im 5. und 4. Jahrhundert v. Chr. | 1971 | ISBN 3-406-03097-1     | Dissertation        |                           |
| 15   | Michael Maaß                                     | Die Prohedrie des Dionysostheaters in Athen | 1972 | ISBN 3-406-03098-X     | Dissertation        |                           |
| 16   | Peter Siewert                                    | Der Eid von Plataiai | 1972 | ISBN 3-406-03099-8     | Dissertation        |                           |
| 17   |                                                  | Akten des VI. Internationalen Kongresses für Griechische und Lateinische Epigraphik. München 1972 | 1973 | ISBN 3-406-04787-4     | Kongressband        |                           |
| 18   | Jörg A. Schlumberger                             | Die Epitome de Caesaribus. Untersuchungen zur heidnischen Geschichtsschreibung des 4. Jahrhunderts n. Chr. | 1974 | ISBN 3-406-04788-2     | Dissertation        |                           |
| 19   | Thomas Schwertfeger                              | Der Achaiische Bund von 146 bis 27 v. Chr. | 1974 | ISBN 3-406-04789-0     | Dissertation        |                           |
| 20   | Kurt Raaflaub                                    | Dignitatis contentio. Studien zur Motivation und politischen Taktik im Bürgerkrieg zwischen Caesar und Pompeius | 1974 | ISBN 3-406-04790-4     | Dissertation        |                           |
| 21   | Dieter Hennig                                    | L. Aelius Seianus. Untersuchungen zur Regierung des Tiberius | 1975 | ISBN 3-406-04791-2     |                     |                           |
| 22   | Wilfried Gawantka                                | Isopolitie. Ein Beitrag zur Geschichte der zwischenstaatlichen Beziehungen in der griechischen Antike | 1975 | ISBN 3-406-04792-0     | Dissertation        |                           |
| 23   | Jürgen von Ungern-Sternberg                      | Capua im Zweiten Punischen Krieg. Untersuchungen zur römischen Annalistik | 1975 | ISBN 3-406-04793-9     | Habilitation        |                           |
| 24   | Rolf Rilinger                                    | Der Einfluss des Wahlleiters bei den römischen Konsulwahlen von 366 bis 50 v. Chr. | 1976 | ISBN 3-406-04794-7     | Dissertation        |                           |
| 25   | Joachim Hopp                                     | Untersuchungen zur Geschichte der letzten Attaliden | 1977 | ISBN 3-406-04795-5     | Dissertation        |                           |
| 26   | Bernhard Schleussner                             | Die Legaten der römischen Republik. Decem legati und ständige Hilfsgesandte | 1978 | ISBN 3-406-04796-3     | Dissertation        |                           |
| 27   | Alfred S. Bradford                               | A prosopography of Lacedaemonians from the death of Alexander the Great 323 B.C., to the sack of Sparta by Alaric, A.D. 396 | 1977 | ISBN 3-406-04797-1     |                     | englisch                  |
| 28   | Werner Eck                                       | Die staatliche Organisation Italiens in der hohen Kaiserzeit | 1979 | ISBN 3-406-04798-X     | Habilitation        |                           |
| 29   | Karlheinz Dietz                                  | Senatus contra principem. Untersuchungen zur senatorischen Opposition gegen Kaiser Maximinus Thrax | 1980 | ISBN 3-406-04799-8     | Dissertation        |                           |
| 30   | Christian Habicht                                | Untersuchungen zur politischen Geschichte Athens im 3. Jahrhundert v. Chr. | 1979 | ISBN 3-406-04800-5     |                     |                           |
| 31   | Ingemar König                                    | Die gallischen Usurpatoren von Postumus bis Tetricus | 1981 | ISBN 3-406-04801-3     |                     |                           |
| 32   | Manfred Clauss                                   | Der magister officiorum in der Spätantike (4. – 6. [viertes bis sechstes] Jahrhundert). Das Amt und sein Einfluss auf die kaiserliche Politik | 1980 | ISBN 3-406-04802-1     | Habilitation        |                           |
| 33   | Peter Siewert                                    | Die Trittyen Attikas und die Heeresreform des Kleisthenes | 1982 | ISBN 3-406-08063-4     | Habilitation        |                           |
| 34   | Theodora Hantos                                  | Das römische Bundesgenossensystem in Italien | 1983 | ISBN 3-406-08064-2     | Dissertation        |                           |
| 35   | Hans-Joachim Gehrke                              | Stasis. Untersuchungen zu den inneren Kriegen in den griechischen Staaten des 5. und 4. Jahrhunderts v. Chr. | 1985 | ISBN 3-406-08065-0     | Habilitation        |                           |
| 36   | Thomas Spitzl                                    | Lex municipii malacitani | 1984 | ISBN 3-406-30152-5     | Dissertation        |                           |
| 37   | Kurt Raaflaub                                    | Die Entdeckung der Freiheit. Zur historischen Semantik und Gesellschaftsgeschichte eines politischen Grundbegriffes der Griechen | 1985 | ISBN 3-406-30552-0     |                     |                           |
| 38   | Jens-Uwe Krause                                  | Spätantike Patronatsformen im Westen des Römischen Reiches | 1987 | ISBN 3-406-32356-1     | Dissertation        |                           |
| 39   | Michael Wörrle                                   | Stadt und Fest im kaiserzeitlichen Kleinasien. Studien zu einer agonistischen Stiftung aus Oinoanda | 1988 | ISBN 3-406-32357-X     |                     |                           |
| 40   | Hartwin Brandt                                   | Zeitkritik in der Spätantike. Untersuchungen zu den Reformvorschlägen des Anonymus De rebus bellicis | 1988 | ISBN 3-406-33003-7     | Dissertation        |                           |
| 41   | Ernst Baltrusch                                  | Regimen morum. Die Reglementierung des Privatlebens der Senatoren und Ritter in der römischen Republik und frühen Kaiserzeit | 1989 | ISBN 3-406-33384-2     |                     |                           |
| 42   | Ruprecht Ziegler                                 | Münzen Kilikiens aus kleineren deutschen Sammlungen | 1989 | ISBN 3-406-33635-3     |                     | Großformat                |
| 43   | Christoph Ulf                                    | Die homerische Gesellschaft. Materialien zur analytischen Beschreibung und historischen Lokalisierung | 1990 | ISBN 3-406-34409-7     | Habilitation        |                           |
| 44   | Maria H. Dettenhofer                             | Perdita iuventus. Zwischen den Generationen von Caesar und Augustus | 1992 | ISBN 3-406-35856-X     | Dissertation        |                           |
| 45   | Walter Ameling                                   | Karthago. Studien zu Militär, Staat und Gesellschaft | 1993 | ISBN 3-406-37490-5     | Habilitation        |                           |
| 46   | Hans-Ulrich Wiemer                               | Libanios und Julian. Studien zum Verhältnis von Rhetorik und Politik im vierten Jahrhundert n. Chr. | 1995 | ISBN 3-406-39335-7     | Dissertation        |                           |
| 47   | Michael Wörrle, Paul Zanker                      | Stadtbild und Bürgerbild im Hellenismus. Kolloquium, München, 24. bis 26. Juni 1993. Veranstaltet von der Kommission zur Erforschung des Antiken Städtewesens der Bayerischen Akademie der Wissenschaften und der Kommission für Alte Geschichte und Epigraphik des Deutschen Archäologischen Instituts | 1995 | ISBN 3-406-39036-6     | Kolloquiumsband     | Großformat                |
| 48   | Werner Eck, Antonio Caballos, Fernando Fernández | Das Senatus consultum de Cn. Pisone patre | 1996 | ISBN 3-406-41400-1     |                     |                           |
| 49   | Reinhard Wolters                                 | Nummi signati. Untersuchungen zur römischen Münzprägung und Geldwirtschaft | 1999 | ISBN 3-406-42923-8     | Habilitation        |                           |
| 50   | Christof Schuler                                 | Ländliche Siedlungen und Gemeinden im hellenistischen und römischen Kleinasien | 1998 | ISBN 3-406-42924-6     | Dissertation        |                           |
| 51   | Klaus Zimmermann                                 | Libyen. Das Land südlich des Mittelmeers im Weltbild der Griechen | 1999 | ISBN 3-406-44556-X     | Dissertation        |                           |
| 52   | Martin Zimmermann                                | Kaiser und Ereignis. Studien zum Geschichtswerk Herodians | 1999 | ISBN 3-406-45162-4     | Habilitation        |                           |
| 53   | Wolfgang Habermann                               | Zur Wasserversorgung einer Metropole im kaiserzeitlichen Ägypten. Neuedition von P. Lond. III 1177. Text – Übersetzung – Kommentar | 2000 | ISBN 3-406-44557-8     | Dissertation        |                           |
| 54   | Timo Stickler                                    | Aëtius. Gestaltungsspielräume eines Heermeisters im ausgehenden Weströmischen Reich | 2002 | ISBN 3-406-48853-6     | Dissertation        |                           |
| 55   | Christian Marek                                  | Die Inschriften von Kaunos | 2006 | ISBN 3-406-55074-6     | Inschriftensammlung | Großformat                |
| 56   | Matthias Haake                                   | Der Philosoph in der Stadt. Untersuchungen zur öffentlichen Rede über Philosophen und Philosophie in der hellenistischen Poleis | 2007 | ISBN 978-3-406-55856-6 | Dissertation        |                           |
| 57   | Johannes Nollé                                   | Kleinasiatische Losorakel. Astragal- und Alphabetchresmologien der hochkaiserzeitlichen Orakelrenaissance | 2007 | ISBN 978-3-406-56210-5 | Inschriftensammlung | Großformat                |
| 58   | Sebastian Schmidt-Hofner                         | Reagieren und gestalten. Der Regierungsstil des spätrömischen Kaisers am Beispiel der Gesetzgebung Valentinians I. | 2008 | ISBN 978-3-406-57268-5 | Dissertation        |                           |
| 59   | Andreas Victor Walser                            | Bauern und Zinsnehmer. Politik, Recht und Wirtschaft im frühhellenistischen Ephesos | 2008 | ISBN 978-3-406-57568-6 | Dissertation        |                           |
| 60   | Ann-Cathrin Harders                              | Suavissima soror. Untersuchungen zu den Bruder-Schwester-Beziehungen in der römischen Republik | 2008 | ISBN 978-3-406-57777-2 | Dissertation        |                           |
| 61   | Rudolf Haensch                                   | Selbstdarstellung und Kommunikation. Die Veröffentlichung staatlicher Urkunden auf Stein und Bronze in der römischen Welt. Internationales Kolloquium an der Kommission für Alte Geschichte und Epigraphik in München (1. bis 3. Juli 2006)                                                             | 2009 | ISBN 978-3-406-58287-5 | Kolloquiumsband     |                           |
| 62   | Stephen Mitchell, David French                   | The Greek and Latin inscriptions of Ankara (Ancyra). Vol. I: From August to the end of the third century AD | 2012 | ISBN 978-3-406-62190-1 | Inschriftensammlung | englisch; Großformat      |
| 63   | Nathan Badoud                                    | Le temps de Rhodes. Une chronologie des inscriptions de la cité fondée sur l'étude de ses institutions | 2015 | ISBN 978-3-406-64035-3 | Dissertation        | französisch; Großformat   |
| 64   | Sandra Scheuble-Reiter                           | Die Katökenreiter im ptolemäischen Ägypten | 2012 | ISBN 978-3-406-64135-0 | Dissertation        |                           |
| 65   | Felix K. Maier                                   | „Überall mit dem Unerwarteten rechnen“. Die Kontingenz historischer Prozesse bei Polybios | 2012 | ISBN 978-3-406-64171-8 | Dissertation        |                           |
| 66   | Roberta Fabiani                                  | I decreti onorari di Iasos. Cronologia e storia | 2015 | ISBN 978-3-406-64843-4 | Dissertation        | italienisch; Großformat   |
| 67   | Sebastian Prignitz                               | Bauurkunden und Bauprogramm von Epidauros (400–350). Asklepiostempel, Tholos, Kultbild, Brunnenhaus | 2014 | ISBN 978-3-406-65820-4 | Dissertation        | Großformat                |
| 68   | Roland Färber                                    | Römische Gerichtsorte. Räumliche Dynamiken von Jurisdiktion im Imperium Romanum | 2014 | ISBN 978-3-406-66669-8 | Dissertation        |                           |
| 69   | Alexander Free                                   | Geschichtsschreibung als Paideia. Lukians Schrift „Wie man Geschichte schreiben soll“ in der Bildungskultur des 2. Jhs. n. Chr. | 2015 | ISBN 978-3-406-68606-1 | Dissertation        |                           |
| 70   | Emanuel Zingg                                    | Die Schöpfung der pseudohistorischen westpeloponnesischen Frühgeschichte. Ein Rekonstruktionsversuch | 2016 | ISBN 978-3-406-69998-6 | Dissertation        |                           |
| 71   | Christoph Begass                                 | Die Senatsaristokratie des oströmischen Reiches, ca. 457-518. Prosopographische und sozialgeschichtliche Untersuchungen | 2018 | ISBN 978-3-406-71632-4 | Dissertation        |                           |
| 72   | Stephen Mitchell, David French                   | The Greek and Latin inscriptions of Ankara (Ancyra). Vol. II: Late Roman, Byzantine and other texts | 2019 | ISBN 978-3-406-73234-8 | Inschriftensammlung | englisch                  |
| 73   | Madalina Dana                                    | La correspondance grecque privée sur plomb et sur tesson. Corpus épigraphique et commentaire historique | 2021 | ISBN 978-3-406-77439-3 | Inschriftensammlung | französisch               |
| 74   | Seraina Ruprecht                                 | Unter Freunden. Nähe und Distanz in sozialen Netzwerken der Spätantike | 2021 | ISBN 978-3-406-77399-0 | Dissertation        |                           |
| 75   | Sebastian Prignitz                               | Bauurkunden und Bauprogramm von Epidauros II (350–300). Abaton, Kleisia, Aphroditetempel, Artemistempel, Theater, Epidoteion ἐπὶ Κυνὸς σκανάματα | 2022 | ISBN 978-3-406-79216-8 |                     | Großformat                |
| 76   | Christian Reitzenstein-Ronning                   | Exil und Raum im antiken Rom | 2023 | ISBN 978-3-406-79944-0 | Habilitation        |                           |
| 77   | Jack W.G. Schropp                                | Pugna litterarum. Studien zur kompetitiven Geschichtsschreibung in der griechisch-römischen Literaturelite der Kaiserzeit | 2023 | ISBN 978-3-406-80676-6 | Dissertation        |                           |
| 78   | Michael Hahn                                     | Laici religiosi. Überwachung, soziale Kontrolle und christliche Identität in der Spätantike | 2024 | ISBN 978-3-406-81572-0 | Dissertation        |                           |
| 79   | Nicolai Futás                                    | Von der Liturgie zur Euergesie. Die Transformation der athenischen Demokratie im 4. Jahrhundert v. Chr. | 2024 | ISBN 978-3-406-81383-2 | Dissertation        |                           |

1. ↑  Bei Sammelbänden, Kongress-, Tagungs- und Kolloquienbänden sind die Herausgeber angegeben.